# Muraenichthys thompsoni
Muraenichthys thompsoni is een straalvinnige vissensoort uit de familie van slangalen (Ophichthidae). De wetenschappelijke naam van de soort is voor het eerst geldig gepubliceerd in 1908 door Jordan & Richardson.